# Tuomo Karila
Tuomo Arto Mikael Karila (* 7. April 1968 in Helsinki) ist ein ehemaliger finnischer Ringer.

## Werdegang
Tuomo Karila begann als Jugendlicher beim Ringerclub Vantaan Sampo mit dem Ringen. Sein Trainer war der ehemalige Weltmeister Ilpo Seppälä, der ihn zielstrebig zu einem hervorragenden Ringer ausbildete. Tuomo Karila war im Gegensatz zu den meisten anderen Ringern der Weltklasse kein Ringerprofi, sondern er studierte nebenher Medizin. Er betätigte sich in beiden Stilarten und wurde sowohl im freien Stil, als auch im griechisch-römischen Stil mehrmals finnischer Meister. Auf der internationalen Ringermatte war er aber nur im griechisch-römischen Stil am Start.
Sein Debüt bei internationalen Meisterschaften gab Tuomo Karila be der Junioren-Weltmeisterschaft der Espoirs (Altersgruppe bis 20 Jahre) im Jahre 1987 in Burnaby in Kanada. Dort belegte er einen hervorragenden 3. Platz im Weltergewicht, dem er bei der Junioren-Europameisterschaft der Espoirs 1988 im polnischen Waldenburg einen 2. Platz folgen ließ.
Bei den Senioren startete Tuomo Karila erstmals 1989 bei einer internationalen Meisterschaft, nämlich der Weltmeisterschaft in Martigny/Schweiz. Er belegte dort den 10. Platz im Weltergewicht. Bereits im nächsten Jahr gelang ihm dann bei der Europameisterschaft in Poznań ein erster großer Erfolg. Er unterlag erst im Finale seinem nordischen Landsmann Torbjörn Kornbakk aus Schweden und gewann die EM-Silbermedaille.
In den folgenden Jahren wechselten dann sehr gute Platzierungen mit eher mittelmäßigen ab. Es gelang Tuomo Karila aber immerhin, noch zweimal auf dem Siegertreppchen bei internationalen Meisterschaften zu stehen. 1991 wurde er bei der Europameisterschaft in Aschaffenburg im Weltergewicht erneut Vize-Europameister, geschlagen nur von dem sehr starken sowjetischen Ringer Mnatsakan Iskandarian und 1994 wurde er in Tampere im Mittelgewicht sogar Vize-Weltmeister. Dabei unterlag er im Finale dem Aalener Thomas Zander, gegen den er auch bei anderen Anlässen mehrmals verlor.
Bei Olympischen Spielen war Tuomo Karila zweimal am Start: 1992 in Barcelona und 1996 in Atlanta. Beide Male hatte er aber kein großes Glück und landete abgeschlagen jeweils auf dem 11. Platz.
1997 beendete Tuomo Karila seine Ringerlaufbahn und beendete sein Medizinstudium. Dr. med. Tuomo Karila ist heute ein anerkannter Orthopäde, der an der Universität von Helsinki schon mehrere wissenschaftliche Arbeiten veröffentlicht hat. Ferner gehört der der Anti-Dopingkommission des finnischen Ringerverbandes an und ist Mitglied des Nationalen Finnischen Olympischen Komitees. Er wohnt in Östersundom, einem Dorf in Sipoo.

## Internationale Erfolge
(OS = Olympische Spiele, WM = Weltmeisterschaft, EM = Europameisterschaft, GR = griechisch-römischer Stil, F = freier Stil, We = Weltergewicht, Mi = Mittelgewicht, Hs = Halbschwergewicht, damals bis 74 kg, 82 kg und 90 kg Körpergewicht)
- 1987, 3. Platz, Junioren-WM (Espoirs) in Burnaby/Kanada, GR, We, hinter Nikolai Palaschnik, UdSSR und Janos Takacs, Ungarn und vor Udo Ruggaber, BRD, Jerzy Exterowicz, Polen und Tomas Kloevenaes, Schweden;
- 1988, 2. Platz, Junioren-EM in Waldenburg/Polen, GR, We, hinter Beslan Tschagajew, UdSSR und vor Richard Metejska, CSSR;
- 1989, 10. Platz, WM in Martigny/Schweiz, GR, We, Sieger: Daulet Turlychanow, UdSSR vor Anton Arghira, Rumänien, Petar Tenew, Bulgarien und Udo Ruggaber;
- 1990, 2. Platz, EM in Poznań, GR, We, hinter Torbjörn Kornbakk, Schweden und vor Jaroslav Zeman, CSSR, Józef Tracz, Polen und Udo Ruggaber;
- 1990, 11. Platz, WM in Rom, GR, We, Sieger: Mnatsakan Iskandarian, UdSSR vor Dobri Marinow-Iwanow, Bulgarien und Zeliko Trajkovics, Jugoslawien;
- 1990, 2. Platz, FILA-Grand-Prix-Turnier, GR, We, hinter Bissolt Dezijew, UdSSR und vor Yvon Riemer, Frankreich;
- 1991, 2. Platz, EM in Aschaffenburg, GR, We, hinter Mnatsakan Iskandarian und vor Torbjörn Kornbakk, Janos Takacs, Yvon Riemer und Anton Marchl, Österreich;
- 1991, 7. Platz, WM in Warna, GR, We, hinter Mnatsakan Iskandarian, Jaroslav Zeman, Yvon Riemer, Mircea Constantin, Rumänien, Józef Tracz und Petar Tenew;
- 1992, 11. Platz, OS in Barcelona, GR, We, Sieger: Mnatsakan Iskandarian vor Józef Tracz und Torbjörn Kornbakk;
- 1993, 4. Platz, Nordische Meisterschaft, GR, Mi. hinter Martin Lidberg, Schweden, Knut Steinar Isaksen, Norwegen und Henning Jörgensen, Dänemark und vor Andrej Gibojedow, Litauen;
- 1993, 9. Platz, EM in Istanbul, GR, Mi, Sieger: Thomas Zander, BRD vor Hamza Yerlikaya, Türkei, Murat Kardanow, Russland und Goran Kasum, Jugoslawien;
- 1993, 5. Platz, World-Cup in Heinola/Finnland, GR, Mi, hinter Sergej Nasewitsch, Russland, Dan Niebuhr, USA, Seppo Salomäki, Finnland und Janos Kismoni, Ungarn;
- 1994, 8. Platz, EM in Athen, GR, Mi, Sieger: Thomas Zander vor Gotcha Ziziaschwili, Israel und Sergej Nasewitsch;
- 1994, 2. Platz, WM in Tampere, GR, Mi, hinter Thomas Zander und vor Waleri Zilent, Belarus, Alexis Banes, Kuba, Igor Bugajew, Ukraine und Pavel Frinta, CSSR;
- 1995, 5. Platz, EM in Besançon, GR, Mi, hinter Sergei Zwir, Russland, Christo Stantschew, Bulgarien, Gotcha Zizuischwili und Alexandre Pikalo, Belarus und vor Pavel Frinta;
- 1995, 20. Platz, WM in Prag, GR, Mi, Sieger: Hamza Yerlikaya vor Gotcha Ziziaschwili und Thomas Zander;
- 1996, 4. Platz, EM in Budapest, GR, Mi, hinter Hamza Yerlikaya, Peter Farkas, Ungarn und Gocha Tschitschuaschwili und vor Martin Lidberg und Sergej Zwir;
- 1996, 11. Platz, OS in Atlanta, GR, Mi, Sieger: Hamza Yerlikaya vor Thomas Zander und Waleri Zilent, dabei ein Sieg über Felix Villalobos Isasola, Kuba und Niederlagen gegen Daulet Turlychanow und Waleri Zilent

## Finnische Meisterschaften
- 1986, 3. Platz, F, We, hinter Hannu Rantala und Kari Övermark,
- 1988, 1. Platz, GR, We, vor Tapio Sipilä und Seppo Salomäki,
- 1988, 3. Platz, F, Mi, hinter Pekka Rauhala und Jukka Tammisto,
- 1989, 3. Platz, GR, We, hinter Jouko Salomäki und Jaakko Talvitie,
- 1989, 1. Platz, F, Mi, vor Matti Övermark und Jussi Tuokkola,
- 1990, 1. Platz, GR, We, vor Michael Lyyski und Rami Kahlos,
- 1990, 2. Platz, F, Mi, hinter Pekka Rauhala und vor Jussi Tuokkola,
- 1991, 1. Platz, GR, We, vor Pasi Sarkinen und Petri Sarkijärvi,
- 1991, 3. Platz, F, Mi, hinter Pekka Rauhala und Pasi Sarkinen,
- 1992, 2. Platz, GR, Mi, hinter Timo Niemi und vor Marko Asell,
- 1993, 1. Platz, GR, Mi, vor Timo Niemi und Seppo Salomäki,
- 1993, 1. Platz, F, Hs, vor Jouko Salomäki und Jussi Ketonen,
- 1994, 1. Platz, GR, Mi, vor Seppo Salomäki und Marko Asell,
- 1995, 2. Platz, GR, Hs, hinter Harri Koskela und vor Mika Sinsalo,
- 1996, 1. Platz, GR, Hs, vor Jussi Ketonen und Petri Särkijärvi